# Ekaterina Breško-Breškovskaja
Ekaterina Konstantinovna Verigo coniugata Breško-Breškovskaja (Ivanovo, 25 gennaio 1844 – Horní Počernice, 12 settembre 1934) è stata una rivoluzionaria russa, socialista veterana, fondatrice del Partito Social-Rivoluzionario e membro della sua fazione conservatrice, conosciuta anche come "la nonna della rivoluzione" o semplicemente bábushka ("la nonna").
Liberale all'inizio, Breško-Breškovskaja era passata al populismo, aveva sostenuto il terrorismo, poi aveva adottato una posizione difensista durante la prima guerra mondiale e durante il periodo interrivoluzionario del 1917 era una figura di spicco del Partito Social-Rivoluzionario.

## Inizi
Breško-Breškovskaja, nata Verigo (il cognome con cui è abitualmente conosciuta è dovuto al suo matrimonio) il 25 gennaio 1844 (13 gennaio nel calendario giuliano), è cresciuta in una famiglia dell'aristocrazia rurale dallo spirito liberale della provincia di Vitebsk. Già nei primi anni Sessanta dell'Ottocento si era dedicato al lavoro a fianco dei contadini nelle scuole rurali e negli zémstvos. Nello stesso decennio si sposò, ma abbandonò il marito nel 1873. A causa della sua attività politica era sorvegliata dalla polizia.
L'anno in cui abbandonò il marito si trasferì a Kiev, dove fondò una comune insieme a sua sorella. Diventata bakuninista, partecipò alla campagna Narodniki della primavera e dell'estate del 1874 in cui intellettuali russi idealisti marciarono nelle campagne per cercare di trasformare i contadini. Arrestata dalle autorità nel settembre dello stesso anno, fu imprigionata nella Fortezza di Pietro e Paolo a Pietroburgo. Fu processata quattro anni dopo e condannata a lavorare per cinque anni nelle miniere della Siberia, pena commutata in dieci mesi di esilio nella stessa regione. Fuggita nel 1881, fu nuovamente arrestata e condannata a quattro anni di lavori forzati nelle miniere e al confino interno, impedendole di ritornare nella Russia europea fino al 1896. 
Fu uno dei pochi membri del movimento populista che mantenne la sua fiducia nei contadini e nella loro riforma dopo il fallimento della campagna del 1874.

## Socialista rivoluzionaria
All'inizio del XX secolo, riprese l'agitazione rivoluzionaria, associandosi con Grigori Gershuni e poi con Victor Chernov, con il quale fondò il nuovo Partito Social-Rivoluzionario nel 1901. il paese, seguita da Gershuni, per raccogliere il sostegno di vecchi rivoluzionari e ottenere nuove affiliazioni al partito, usando il suo prestigio di veterana rivoluzionaria. Nel 1903 fuggì dal Paese, ricercata dalla polizia zarista; Si stabilì a Ginevra ed entrò a far parte del comitato centrale del nuovo partito. L'anno successivo partecipa al congresso socialista di Amsterdam e si trasferisce negli Stati Uniti per raccogliere fondi per il gruppo politico.
Tornò in Russia durante la Rivoluzione del 1905 e partecipò al secondo congresso contadino a Nizhny Novgorod, prima di essere nuovamente arrestata nel 1907 e tornare nella fortezza della capitale dove era già stata imprigionata. Nel 1909 fu processata e condannata all'esilio in Siberia; Tentò invano di fuggire nel 1913 e fu punita con l'isolamento carcerario. In totale trascorse vent'anni in Siberia.

## Le rivoluzioni del 1917
Ha incontrato Aleksandr Fëdorovič Kerenskij durante il suo secondo esilio in Siberia, diventando uno dei suoi più grandi difensori. Kérensky stesso organizzò il suo ritorno in Europa dopo la Rivoluzione di febbraio. Allora si trovava ancora in Siberia, insieme ad altri membri di spicco del partito come Abraham Götz e Marija Aleksandrovna Spiridonova.
Durante il periodo del governo provvisorio russo, Breško-Breškovskaja si distinse come uno dei principali esponenti dell'ala di destra del partito, il giornale Volya Naroda (La volontà del popolo) e sostenendo attivamente e fermamente il governo provvisorio. Come altri rivoluzionari, Breško-Breškovskaja convertì il suo precedente sostegno alle idee populiste in nazionalismo e in un certo panslavismo antitedesco. Finanziò il giornale del partito con abbondanti fondi raccolti dagli ammiratori americani e sostenne le azioni per sostenere lo sforzo bellico del paese.
Feroce avversaria dei bolscevichi, che considerava agenti tedeschi, e delle posizioni della fazione di sinistra dei socialrivoluzionari, si isolò nella formazione. Difese con veemenza il mantenimento dell'alleanza con Francia e Regno Unito e la continuazione della guerra fino alla vittoria. La sua reale influenza era scarsa, nonostante il suo prestigio come veterana rivoluzionaria.
In primavera fu eletta nel comitato esecutivo centrale dei Soviet dei contadini, dominato dall'ala destra del partito.

## Opposizione ai bolscevichi ed esilio
Dopo la presa del potere da parte di Lenin nella Rivoluzione d'Ottobre, fu coinvolta nella preparazione dell'Assemblea costituente russa e, dopo il suo scioglimento da parte dei bolscevichi, sostenne il governo antibolscevico Komuč; nell'estate del 1918 si trasferì nella sua sede a Samara. Nel settembre 1918 partecipò come membro dell'Unione per la Difesa della Madrepatria e della Libertà alla conferenza di Ufa che riunì diverse autorità antibolsceviche e portò alla formazione del Direttorato di breve durata ad Omsk. Ritornò negli Stati Uniti per raccogliere fondi e attaccò Lenin e i suoi sostenitori davanti al Senato nel 1919.
Rimase in esilio in Rutenia, allora parte della nuova repubblica cecoslovacca, gestendo due scuole.

## Letteratura
- (EN)  Boniece, Sally A. (1995). Maria Spiridonova, 1884-1918: Martirio femminile e creazione di miti rivoluzionari (Tesi). Indiana University. OCLC 34461219.
- (EN)  Jackson, George; Devlin, Robert (1989). Dizionario della rivoluzione russa. Greenwood Press. pag. 722. ISBN 9780313211317.
- (EN)  Radkey, Oliver H. (1958). The Agrarian Foes of Bolshevism. Promise and Default of the Russian Socialist Revolutionaries. February to October 1917. Columbia University Press, pag. 521. ISBN 9780231021708.
- (EN)  Smele, Jonathan D. (1996). Civil war in Siberia: the anti-Bolshevik government of Admiral Kolchak, 1918-1920. Cambridge University Press. p. 759. ISBN 9780521573351.